# Nattramn
Nattramn, настоящее имя, предположительно, Микаэль Нильссон (швед. Mikael Nilsson, 7 сентября 1975, Маркарюд, Швеция) — шведский музыкант, автор, фронтмен группы Silencer.

## Биография
Достоверных сведений о жизни Наттрамна очень мало. Родился предположительно 7 сентября 1975 года (по иным неподтверждённым данным — в 1977 году) в городе Маркарюд на территории лена Крунуберг, расположенного на юге Швеции. Творческий псевдоним музыканта происходит от имени мифологического персонажа Наттрамнара (швед. Nattramnar), который согласно народным поверьям летает по лесам шведской провинции Смоланд в облике птицы (швед. nattramn — «ночной ворон») и по ночам забирает души некрещёных детей или самоубийц.
В 1994 году Наттрамн основал индастриал-эмбиент проект Sinneskross, первоначальное название которого было впоследствии заменено на Trencadis. В 1996 году в рамках этого проекта был выпущен демо-альбом Ödelagt (от швед. «Опустошённый»).
С 1995 по 2001 годы он был вокалистом DSBM-группы Silencer, созданной со своим другом, гитаристом Андреасом Касадо, известному под псевдонимом Leere. Поскольку группа никогда не давала интервью журналистам и не играла на концертах, то вокруг неё сложился ореол таинственности, по причине которого Наттрамну приписывали неадекватные поступки: он якобы то калечил и увечил себя, чтобы придать вокалу более экстремальное звучание, то якобы отрезал себе кисти рук и пришивал себе свиные копыта, то записывал песни прямо в гробу. Ни один из этих слухов Наттрамн прямо не подтверждал: касательно слухов о пении в гробу заверял, что боится замкнутого пространства, а по поводу пришитых конечностей слух развеялся после того, как он попал в больницу после попытки суицида.
В 2001 году Наттрамн, как полагают многие, был помещён в психиатрическую лечебницу имени Святого Зигфрида в Векшё (однако настоящих доказательств этому до сих пор не приведено). В мае 2001 года он якобы сбежал из больницы, оставив письмо, в котором грозился убить нескольких маленьких девочек и прославиться под именем «Быстрый Томас» (англ. Thomas Quick). В письме были и многочисленные нацистские символы. Как оказалось, тот самый «Быстрый Томас» в одном из парков Стокгольма чуть не убил топором маленькую девочку, однако её спасла подруга. Маньяк пытался скрыться, но был арестован полицией и даже попытался совершить суицид, зарубив себя топором. На пять лет тот самый человек (возможно, Наттрамн) снова отправился в психиатрическую клинику Векшё.
Спустя некоторое время врачи разрешили вернуться Наттрамну к музыкальной деятельности. Тем самым он в 2006 году создал проект Diagnose: Lebensgefahr. В записи полноформатного альбома Transformalin в жанре индастриал и нойз использовались фрагменты телефонных разговоров, некоторые медицинские инструменты, а помощь оказывал и больничный персонал. Тогда же он основал собственный лейбл Humani Animali Liberati.
16 августа 2011 года Наттрамн написал книгу «Свиное сердце» (швед. Grishjärta), в которую вошли его стихотворения, написанные в период с 1994 по 2011 годы (в том числе ставшие некоторыми песнями из альбома Death – Pierce Me), а также рисунки и новые фотографии с изображением самого Наттрамна. Первое издание этой книги, опубликованной издательством «HAL», вышло тиражом в 200 экземпляров, пронумерованных вручную, и в двух версиях — на английском и шведском языках. Написанная на шведском книга содержала кровь автора.
23 марта 2012 года Наттрамн официально переиздал на лейбле Humani Animali Liberati в количестве 300 копий альбом Ödelagt проекта Trencadis, ранее записанного на неназванной студии в городе Юнгбю.
В феврале 2015 году лейбл Наттрамна Humani Animali Liberati выпустил на виниле переиздание альбома Transformalin под названием Transformalin II, куда в качестве бонус-треков вошли 3 композиции, выполненные в стиле дроун-дарк-эмбиента.
По состоянию на март 2017 года Наттрамн работал над новым проектом в жанре экстремального метала.

## Дискография
- Trencadis (до 1995 года Sinneskross) (1994-?)
  - 1996 — Ödelagt
  - 2012 — Ödelagt (переиздание)
- Silencer (1998-2001)
  - 1998 — Death – Pierce Me (Demo)
  - 2001 — Death – Pierce Me
- Diagnose: Lebensgefahr (2006-?)
  - 2007 — Transformalin
  - 2015 — Transformalin II